# 卡斯特尔马萨
卡斯特尔马萨（義大利語：Castelmassa），是意大利罗维戈省的一个市镇。总面积11.9平方公里，人口4416人，人口密度371.1人/平方公里（2009年）。ISTAT代码为029012。